# Konstanty Schmidt-Ciążyński
Konstanty Aleksander Wiktor Schmidt-Ciążyński (ur. 18 lutego 1818, zm. 5 stycznia 1889 w Gorycji) – polski kolekcjoner i znawca sztuki, ofiarodawca dużego zbioru dla Muzeum Narodowego w Krakowie.
Studiował prawdopodobnie w Dorpacie. Następnie w latach 1839–1851 przebywał w Sankt Petersburgu, gdzie pracował w Ermitażu m.in. w charakterze restauratora obrazów dawnych mistrzów włoskich. Wtedy też rozpoczął tworzenie prywatnej kolekcji gemm, obrazów i grafik. W latach 1851–1859 w Paryżu zajmował się handlem dziełami sztuki, prowadząc renomowany antykwariat. Uzyskał patent dostawcy dworu Napoleona III. W roku 1859 przeniósł się do Londynu, gdzie stopniowo pozbywał się swojej kolekcji, zachowując jedynie gemmy i niektóre ulubione obrazy.
U schyłku życia zdecydował o przekazaniu posiadanych zbiorów do polskich muzeów. Początkowo planował obdarować Muzeum Polskie w Rapperswilu, ale w wyniku trudności w negocjacjach z Władysławem Platerem ostatecznie kolekcja dzięki Karolowi Estreicherowi trafiła do Muzeum Narodowego w Krakowie. W 1883 roku w Sukiennicach miała miejsce wystawa, na której zaprezentowano przekazane zbiory. Obecnie są one przechowywane w Dziale Rzemiosła Artystycznego i Kultury Materialnej Muzeum Narodowego w Krakowie.

## Rodzice
Ojcem Konstantego Schmidta-Ciążyńskiego był Louis (Ludwik) Schmidt, lekarz pochodzący z Lotaryngii. Jako chirurg był przybocznym lekarzem cesarzowej Józefiny, a następnie lekarzem w armii Napoleona I. Był szermierzem, rysownikiem, muzykiem grającym na wielu instrumentach, poliglotą władającym płynnie dwunastoma językami. Wkrótce stał się ulubieńcem Napoleona i w jego świcie odbył kilka kampanii. Był przy szarży kawalerii w wąwozie Somosierry, a następnie walczył w wojnie 1812 roku. Po klęsce Wielkiej Armii wielokrotnie więziony, zdołał za każdym razem odzyskać wolność.
Matką Konstantego Schmidta-Ciążyńskiego była pochodząca z Wielkopolski panna Ludwika Rozalia Ciążyńska, opisywana jako „sławna piękność” (stąd drugi człon nazwiska, przyjęty w późniejszym okresie życia).
Po zawarciu małżeństwa rodzice osiedlili się najpierw w Warszawie, gdzie Louis zatrudnił się jako lekarz wizytujący wojskowe szpitale w Krakowie, Radomiu, Miechowie i Warszawie, a następnie w tej samej roli w Kijowie i Kamieńcu Podolskim. Louis brał następnie udział w wojnie z Turcją w roku 1828.

## Dzieciństwo
Konstanty Schmidt-Ciążyński urodził się 18 lutego 1818. Rodzicami chrzestnymi byli hrabina Aleksandra z Lubomirskich Potocka i wielki książę Konstanty Pawłowicz, po którym zresztą Schmidt-Ciążyński otrzymał na chrzcie swoje imię. Fakt ten potwierdza uprzywilejowaną pozycję społeczną rodziców wśród warszawskiej elity.
Jako dziesięcioletni chłopiec towarzyszył swojemu ojcu nie tylko w medycznych podróżach po całym kraju, ale także w kampanii wschodniej, tj. w wojnie rosyjsko-tureckiej w latach 1828–1829 jako dragoman. Jego znajomość takich języków jak francuski, rosyjski, turecki i ukraiński była porównywalna ze znajomością ojczystego języka polskiego. Talent do języków okazał się przydatny w dalszym życiu, kiedy poznanie kolejnych ważnych europejskich języków otworzyło przed nim cały świat.

## Rosja
Studia odbył w Dorpacie (obecnie Tartu w Estonii) w latach 1835–1839. Archiwalne listy studentów Uniwersytetu w Tartu nie potwierdzają jednak tego faktu, co rodzi przypuszczenia, że mógł być tam studentem krótko, być może na prawach wolnego słuchacza.
Wkrótce później, w roku 1839, znalazł się w Sankt Petersburgu, gdzie związał się z Ermitażem jako nadzwyczajny, nieetatowy pracownik, mający wolną rękę w wyborze obiektów swoich prac i prawo do ich porzucenia w dowolnym momencie.
Pobyt w Petersburgu trwał 12 lat, do roku 1851. W tych latach ukształtowała się jego artystyczna osobowość, zdobył sławę jednego z niewielu wybitnych restauratorów obrazów mistrzów starych szkół włoskich. Stał się znawcą w zakresie nie tylko malarstwa, ale i gliptyki, tj. sztuki rzeźbienia szlachetnych i półszlachetnych kamieni. Wówczas stał się także właścicielem prywatnej kolekcji rzadkich i cennych obiektów malarstwa, grafiki oraz znacznej liczby gemm. W dążeniu do uzyskania finansowej niezależności był aktywny na rynku handlu i wymiany dzieł sztuki. W tym okresie odbył inspirowaną artystycznie podróż po Europie, urządził w Petersburgu wystawę rycin pozyskanych w tej podróży, a część z nich sprzedał następnie ze znacznym zyskiem. Za uzyskaną w ten sposób kwotę stopniowo powiększał swoje zbiory sztuki starożytnej. Gromadził też coraz większą liczbę rzadkich i cennych obrazów i miedziorytów. W tym czasie jego zbiory były szacowane na przynajmniej 500 tys. franków.
W czasie pobytu w Rosji Schmidt-Ciążyński ożenił się z Leontyną, ale w źródłach nie ma innych informacji o jego małżonce.
Poważna choroba zmusiła go w roku 1851 do zmiany klimatu. Z sumą 10 000 rubli uzyskaną z pośpiesznie sprzedanej kolekcji udał się przez Anglię i Francję do Włoch.

## Paryż

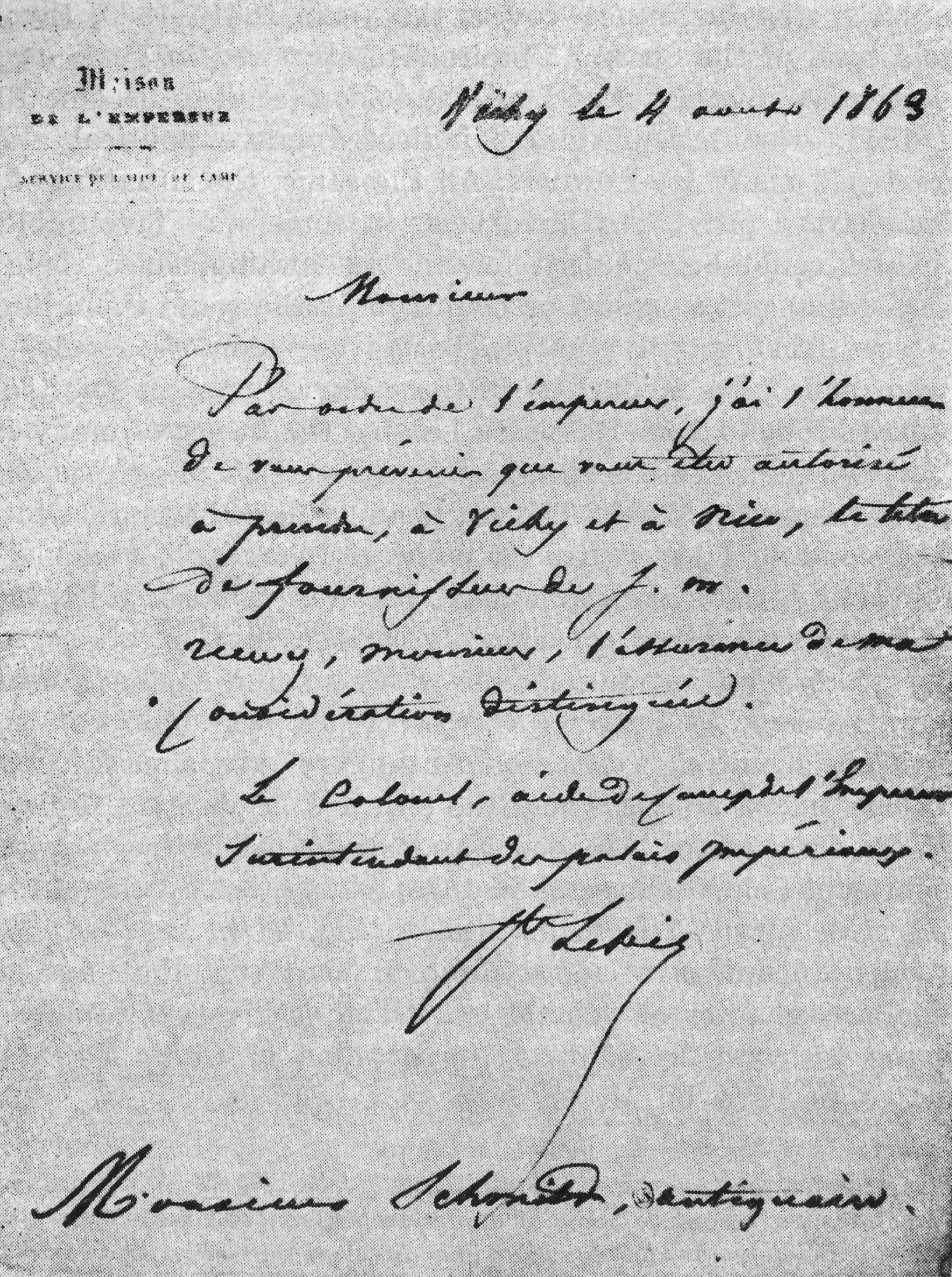
Patent przyznający Konstantemu Schmidtowi-Ciążyńskiemu funkcję dostawcy dworu Napoleona III

Pobyt we Francji obejmował lata 1851–1869, czyli prawie cały okres Drugiego Cesarstwa. Pojawił się w Paryżu w przededniu grudniowego zamachu stanu Ludwika Napoleona (który wkrótce stał się Napoleonem III), w okresie zmian warunków politycznych oznaczających poważne zagrożenia dla właścicieli ziemskich. Na rynku antykwarycznym cenne dzieła sztuki były dostępne za niewielkie pieniądze, ponieważ ich właściciele rozważali opuszczenie stolicy lub nawet kraju. Konstanty Schmidt-Ciążyński dobrze zainwestował swoje środki z Rosji, znacznie wzbogacił swoje kolekcje (ponownie m.in. w wyniku kilku podróży po Europie) i uruchomił antykwariat (o nazwie „Schmidt Antiquaire” pod adresem Quai Voltaire 3, z filiami w Vichy i Nicei), który uzyskał wkrótce wielką renomę, a jego klientami stały się nawet koronowane głowy. Sam Napoleon III w 1863 roku mianował Konstantego Schmidta-Ciążyńskiego dostawcą dworu.

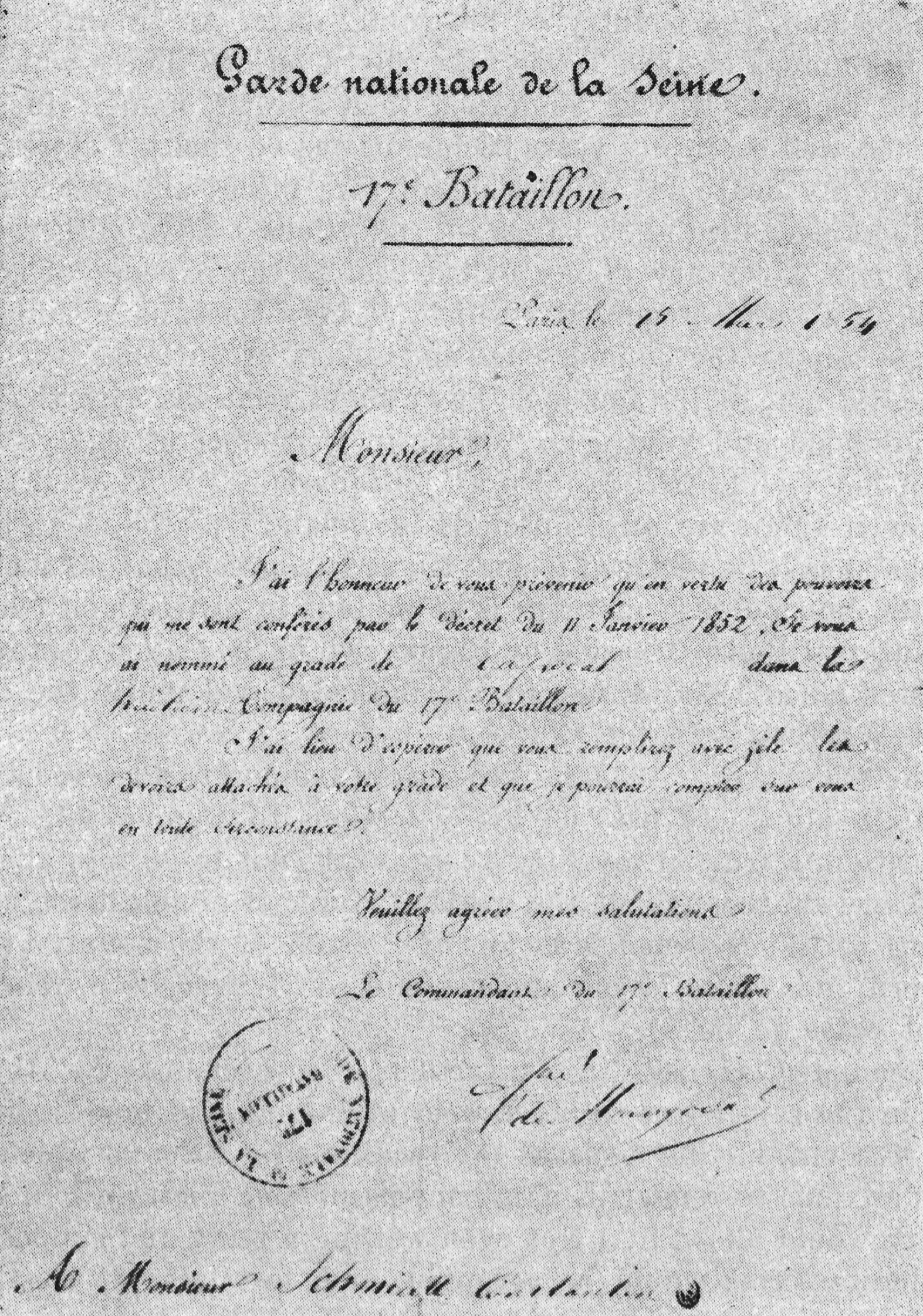
Nominacja Konstantego Schmidta-Ciążyńskiego na kaprala 8 kompanii 17 batalionu departamentu Sekwany Gwardii Narodowej

W okresie paryskim, 15 marca 1854 roku, Konstanty Schmidt-Ciążyński został mianowany kapralem 8 kompanii 17 batalionu departamentu Sekwany Gwardii Narodowej (franc. Garde Nationale de la Seine).

## Londyn
Po stracie swojego jedynego syna, młodzieńca wielkich zalet i niepospolitych zdolności, który już wyrobił sobie własną pozycję w świecie artystycznym, Konstanty Schmidt-Ciążyński opuścił w roku 1869 Paryż i przeniósł się z żoną do Londynu, gdzie znalazł stałe miejsce pobytu. W trakcie spisu statystycznego w 1881 roku rodzina wraz ze służącą mieszkała na Trafalgar Square pod numerem 24.
Stopniowo wycofywał się z interesów, pozbył się zgromadzonych kolekcji, pozostawiając sobie tylko zbiór ulubionych obrazów oraz gemmy. Uzupełnianie i ulepszanie tej kolekcji pochłonęło go całkowicie i było źródłem satysfakcji dla strapionej duszy jego w samotnych chwilach życia. Pod koniec życia wypełnionego podróżami po całym świecie, wobec braku bliższej rodziny, Konstanty Schmidt-Ciążyński zdecydował się na przekazanie owoców swojej wieloletniej pracy i wyrzeczeń ojczyźnie, krajowi swoich dziecięcych lat. Jak sam wspominał: W początkach roku 1883 zapadłem w ciężką chorobę, która trwała przez kilka miesięcy. Mieszkając naówczas za granicą, mianowicie w Londynie i będąc w podeszłym wieku, obawiałem się, aby w razie mojej śmierci nie dostały się w obce ręce zbiory rzadkich dzieł i drogocennych utworów sztuki, które przez 50 lat życia mego spędzonego na tułactwie, kosztem ciężkiej pracy i całego mojego majątku nagromadziłem, i które bądź co bądź uzyskały sławę europejską między znawcami i amatorami starożytnych zabytków.

## Dary dla polskich muzeów

### Rapperswil
W tym okresie Konstanty Schmidt-Ciążyński nie miał bezpośrednich związków z krajem swego dzieciństwa i młodości, dlatego w lutym 1883 napisał list do jednego z wiedeńskich przyjaciół, antykwariusza i starożytnika Tobiasa von Biehlera, z zapytaniem, czy na ziemiach polskich nie ma jakichś muzeów. Otrzymał odpowiedź, że takiego muzeum nie ma, ale od roku 1870 istnieje Muzeum Narodowe Polskie w Rapperswilu, założone z inicjatywy hrabiego Władysława Platera i działające pod jego kierownictwem. 6 kwietnia 1883 napisał z Londynu do hrabiego Platera list, deklarując gotowość przekazania swoich kolekcji do Rapperswilu, na wieczną własność Muzeum Narodowego Polski, tego kraju w którym się urodziłem i którego zawsze byłem, jestem i być nie przestanę, kochającym i wdzięcznym synem. W tym liście pytał o możliwość uzyskania w zamian od Muzeum mieszkania i skromnej pensji, deklarując gotowość świadczenia dla Muzeum usług w zakresie, na który pozwoli zdrowie. W nadziei, że te skromne warunki zostaną przyjęte, nie czekając na odpowiedź wysłał malowidła [...] i inne przedmioty, jak bronzy, książki, etc. do Rapperswilu. Dary  przekazał w dwóch przesyłkach: 26 kwietnia i 19 maja. Kolekcję gemm uznał za zbyt cenną, żeby powierzać ją poczcie i napisał, że przywiezie ją ze sobą. Przyjazd uzależnił od odpowiedzi hrabiego na list i przyjęcia podanych warunków.
Wśród przedmiotów przekazanych do Rapperswilu znalazły się m.in.:
- 43 obrazy i rysunki takich autorów, jak np.: Joachim Patinir, Lucas van Leyden, Michiel van Mierevelt, Pieter Neeffs I, Leonaert Bramer, Antoon van Dyck, Jan Davidszoon de Heem, Jan Fyt, Jürgen Ovens, Nicolaes Berchem, Jacob van der Ulft, Nicolaes Maes, Jan van Huchtenburgh, Lucas Cranach starszy, Johann Michael Büchler, Jacques Callot, Nicolas Poussin, Pierre Mignard, Abraham Bosse, Gerard de Lairesse, Joseph Vernet, Jean-Baptiste Greuze, Jean-Honoré Fragonard, Bartolomé Esteban Murillo, Andrea Mantegna, Tycjan, Parmigianino, Rosalba Carriera, Giovanni Paolo Pannini;
- 106 sztychów (w tym 54 ryciny Daniela Chodowieckiego);
- 35 przedmiotów z brązu;
- ponad tysiąc odcisków kamei i pieczęci gotyckich.

### Poznań

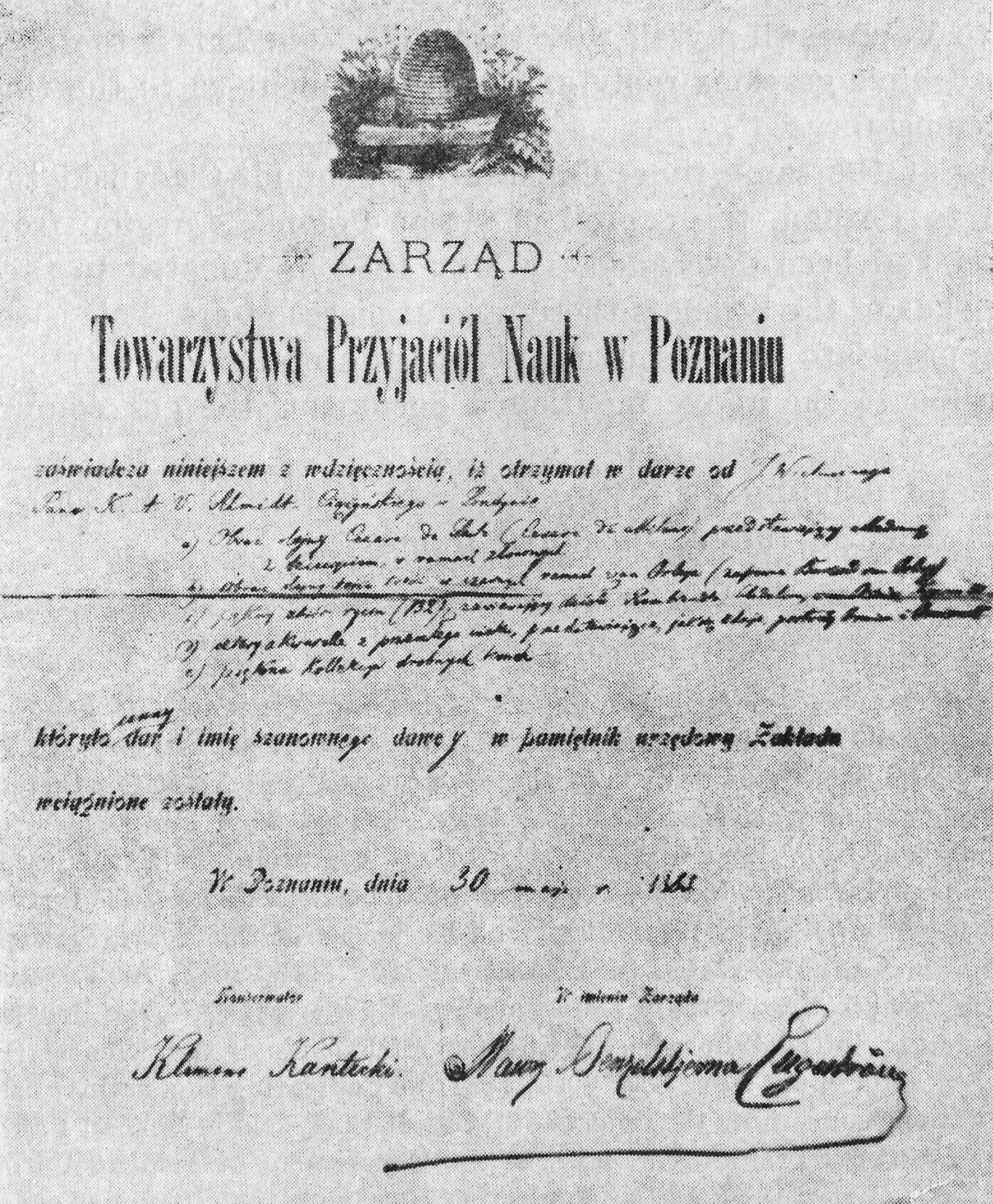
Potwierdzenie darowizny na rzecz PTPN

Prawie w tym samym czasie Konstanty Schmidt-Ciążyński zwrócił uwagę na Poznań, stolicę Wielkopolski, regionu, z którego pochodziła jego matka. W maju 1883 podarował wiele dzieł sztuki (malarstwa i grafiki) Poznańskiemu Towarzystwu Przyjaciół Nauk (obecnie w Muzeum Narodowym w Poznaniu).
W skład daru wchodziły następujące dzieła sztuki:
- obraz olejny Cesare da Sesto w złoconych ramach przedstawiający Madonnę z Dzieciątkiem;
- obraz olejny Barend van Orleya o podobnej tematyce;
- zbiór 132 rycin autorstwa m.in. Rembrandta, van Ostade'a, Sadelera, Teniersa;
- cztery akwarele przedstawiające prawdopodobnie portrety Ormianek i Ormian;
- kolekcja drobnych konch.

### Kraków

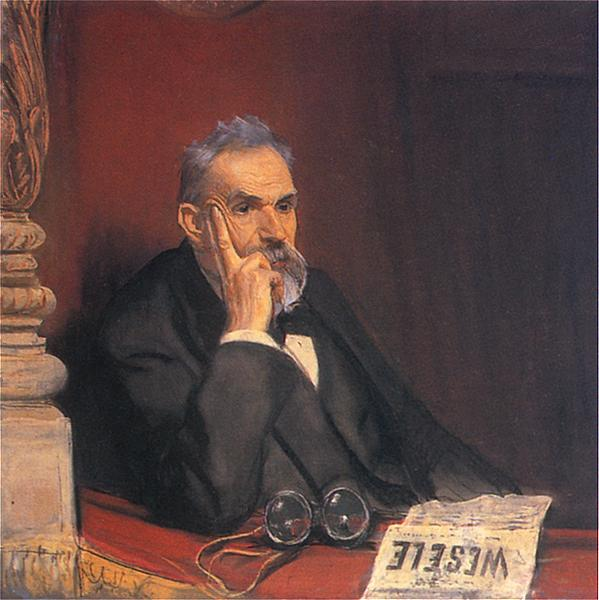
Karol Estreicher

Również w maju 1883 Schmidt-Ciążyński dowiedział się od przebywającej w Londynie panny Anny Wolskiej, przyjaciółki Karola Estreichera, że działa już Muzeum Narodowe w Krakowie (zostało powołane 5 października 1879, a po czteroletnim okresie formowania uzyskało statut w marcu 1883). Schmidt-Ciążyński jej jednak nie dowierzał, więc ta zwróciła się listownie do Karola Estreichera, by przekonał go, żeby swoje zbiory zamiast do Rapperswilu przekazał do Krakowa. Argumentacja okazała się skuteczna, gdyż nie mając ciągle stanowczej odpowiedzi od hrabiego Platera na zaproponowane warunki (mimo wymieniania intensywnej korespondencji), Schmidt-Ciążyński zdecydował się na podarowanie Muzeum Narodowemu w Krakowie przedmiotów już przesłanych Platerowi oraz na przekazanie do Krakowa, na ręce Estreichera, kolejnych pakunków przygotowanych już do wysyłki do Rapperswilu. Były w tych pakunkach m.in.:
- obraz van Dycka, portret hr. Digby,
- dwa portrety burmistrza Haarlem z małżonką, prawdopodobnie autorstwa van der Helsta[31],
- obraz Verneta przedstawiające nabrzeże w Marsylii,
- obraz Mierisa[27],
- kilkadziesiąt akwarel Rocchiego,
- dwie akwarele Madame Pompadour,
- książki dot. historii sztuki, w tym starożytne książki o gemmach.

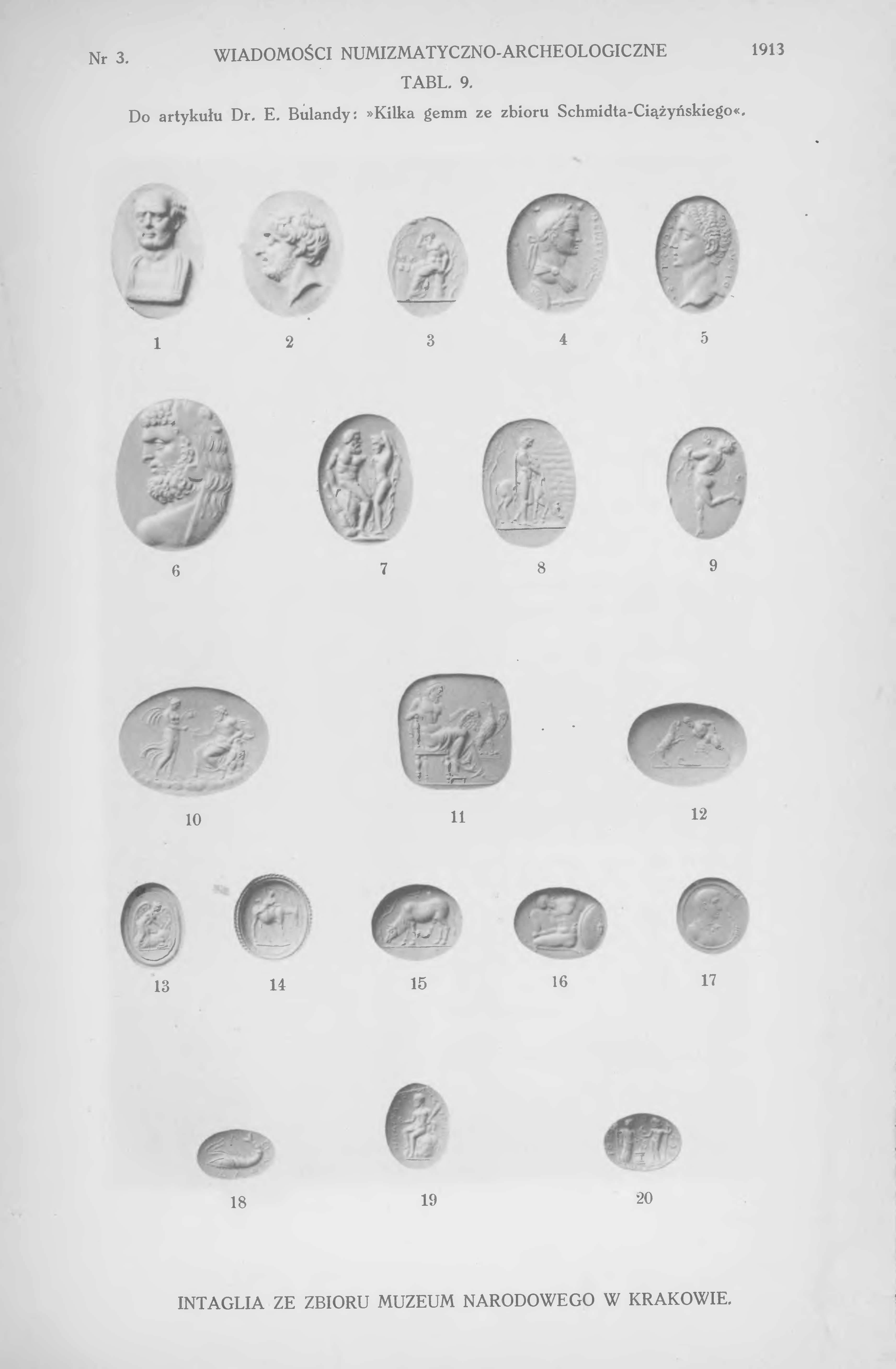
Przykładowe intaglia z kolekcji

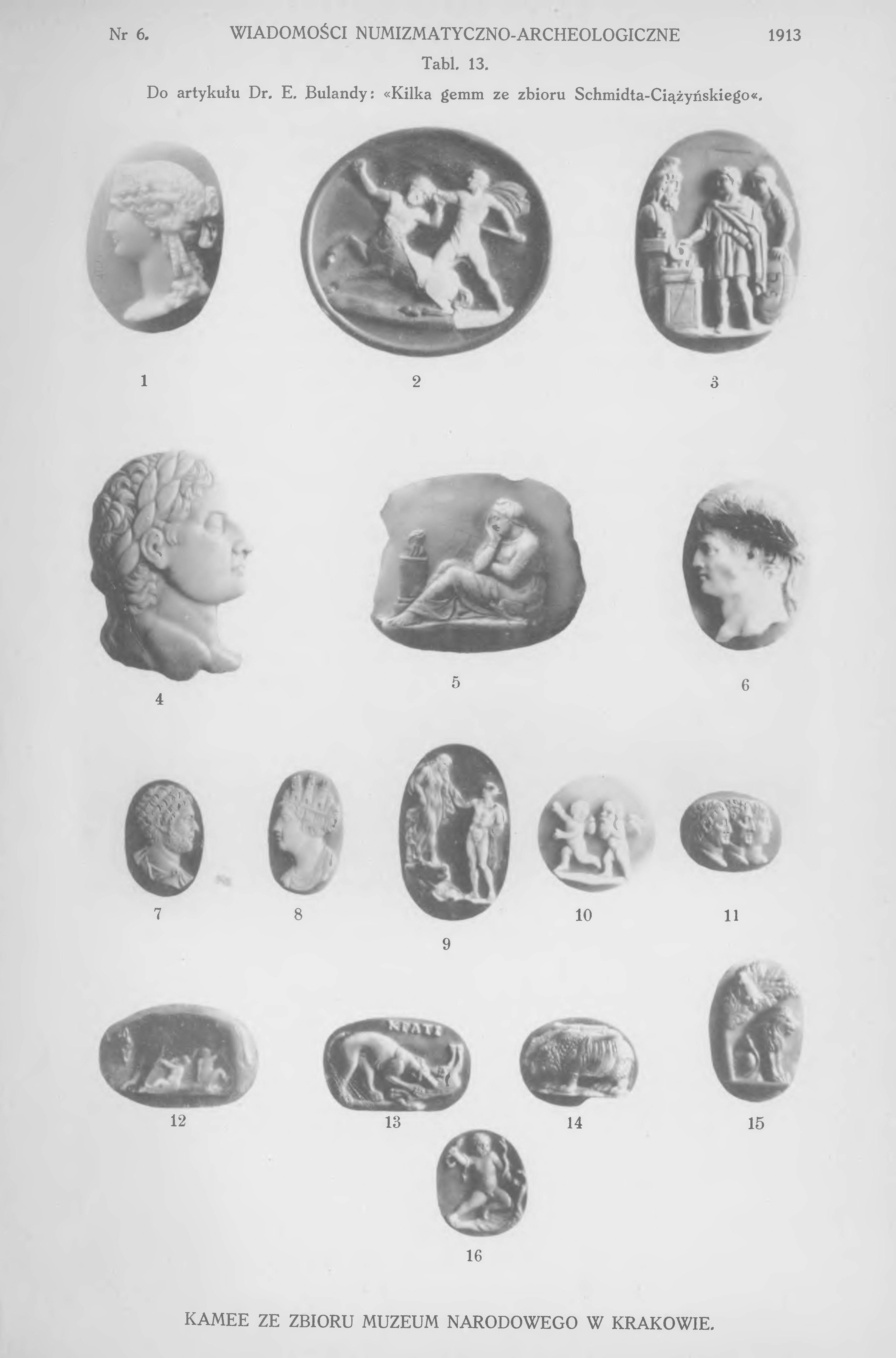
Przykładowe kamee z kolekcji

W trakcie korespondencji z Estreicherem ustalono, że kolekcja gemm zostanie oceniona w Wiedniu przez wysłanników krakowskiego Muzeum i władz miasta. Schmidt-Ciążyński przybył do Wiednia 12 lipca 1883. Ekspertami badającymi zbiór byli Zygmunt Cieszkowski i Marian Sokołowski oraz kustosz wiedeńskich muzeów cesarskich Friedrich von Kenner. Orzekli oni, że pod względem rozmiarów równać się może on tylko z zasobami Ermitażu i Wiednia. Wobec pomyślnej oceny kolekcji, podpisano wstępną umowę (akt przedwstępny) przekazania kolekcji. W myśl tej umowy, po jej zatwierdzeniu przez Radę Miasta, Schmidt-Ciążyński miał otrzymywać rentę dożywotnią w wysokości 300 funtów szterlingów rocznie (równowartość 3600 złotych reńskich), w zamian za co jego zbiory gemm przeszłyby na własność Muzeum. Tymczasem wartość kolekcji szacowano nawet na milion franków lub 100 tys. złotych reńskich.
5 sierpnia 1883 roku Schmidt-Ciążyński przybył do Krakowa ze zbiorem gemm (i pozostałą częścią swojej kolekcji). Pierwszy publiczny pokaz zbioru miał miejsce w Sukiennicach przy okazji inaugurującej działalność Muzeum wystawy zabytków z czasów Jana III Sobieskiego w dwusetną rocznicę odsieczy wiedeńskiej. Wystawa ta została otwarta 11 września 1883. W następnych dniach sukcesywnie kolejne gemmy ze zbioru Schmidta-Ciążyńskiego były rozpakowywane i eksponowane. Kolekcję gemm pokazano w sześciu gablotach, z których każda zawierała od 12 do 20 tablic, z klejnotami ułożonymi w sposób stosowany przez numizmatyków. Obok tablic wystawiono także różne inne obiekty sztuki starożytnej. Były tam np.: [...] emalje, wykopaliska egipskie, miniatury, kubki etc., tudzież kamienie rżnięte, a więc biusty i gemmy i pieczęcie babilońskie, asyryjskie, cylindry babilońskie i fenickie, napisy płaskorzeźb greckie i rzymskie, skarabee egipskie, greckie, etruskie, amulety (talizmany) w rozmaitych językach wschodnich, naczynia, wazy itp. rżnięte głęboko w kamieniach, zwierzęta podobnież a także wypukło przedstawione jako greckie i rzymskie zabytki, pierścienie złote, srebrne, żelazne i bronzowe greckie i rzymskie; kamienie gnostyczne (abraksasy) z pierwszych wieków chrześcijaństwa, przedmioty religijne średnich wieków; herby znakomitych europejskich rodzin rżnięte w drogich kamieniach, wreszcie właściwe gemmy (włączając w to maski i chimery) tak kamee i intaglia, greckie, rzymskie, renesansowe, tudzież najnowsze z XVIII i XIX w..
Po zamknięciu wystawy jubileuszowej kolekcja gemm została przeniesiona do krakowskiego magistratu, skąd 18 kwietnia 1884 wróciła do Sukiennic, gdzie została wystawiona w Langierówce.
Władze miasta czyniły starania, żeby, zważywszy na wysoką materialną i artystyczną wartość kolekcji, pozyskać subwencję z Wydziału Krajowego lub Sejmu Krajowego ułatwiającą nabycie przez Miasto zbioru Schmidta-Ciążyńskiego. Ostatecznie 21 listopada 1884 Wydział Krajowy poinformował Radę Miasta, że Sejm Krajowy uwzględnił w budżecie kwotę 1000 złotych reńskich na ten cel. Dysponując takim wsparciem, Rada podjęła 1 kwietnia 1885 uchwałę o zakupie kolekcji.
19 czerwca 1885 w obecności notariusza Stefana Muczkowskiego została podpisana umowa przekazania kolekcji gemm do Krakowa. Dożywotnia renta dla poprzedniego właściciela kolekcji w umówionej wcześniej wysokości 3600 złotych reńskich rocznie została przyznana od 1 stycznia 1885 (1000 złr. z subwencji, 2600 złr. ze środków własnych Miasta). Przejęte od Schmidta-Ciążyńskiego gemmy (w liczbie 2507 sztuk) zostały złożone w lokalu kasy miejskiej. Tego samego dnia podpisano umowę przekazującą Gminie m. Krakowa przedmioty wcześniej przesłane do Rapperswilu.
W pierwszej połowie 1886 kompletna kolekcja gemm Schmidta-Ciążyńskiego została ponownie wystawiona w salach Muzeum. Kolekcję umieszczono w specjalnej szafie zaprojektowanej przez Sławomira Odrzywolskiego.
W dniach od 5 do 27 czerwca 1886 Muzeum w osobach dyrektora Władysława Łuszczkiewicza i kustosza Teodora Nieczui-Ziemięckiego w obecności Konstantego Schmidta-Ciążyńskiego wpisało kolekcję klejnotów do inwentarza, sporządzając dokładną listę, na której znalazło się 2517 pozycji.
Nie zabrakło głosów krytykujących nabycie zbioru gemm przez Muzeum. W „Wiadomościach Numizmatyczno-Archeologicznych” ukazała się notka, której autor wskazywał, że kolekcja nie pasuje do Muzeum Narodowego, gdyż nie jest związana z historią Polski ani z narodem polskim (tym bardziej, że brakuje w niej dzieł Jana Regulskiego), zaś jej wartość artystyczna została uszczuplona przed zawarciem ugody, gdyż Schmidt-Ciążyński najcenniejsze sztuki usunął a następnie wywiózł za granicę. Przeciwny transakcji ze Schmidtem-Ciążyńskim był sam dyrektor Muzeum Łuszczkiewicz.
W kolekcji przekazanej do Krakowa poza gemmami znalazły się m.in. 82 obrazy i rysunki takich autorów, jak np. (poza wymienionymi powyżej): Jan Brueghel de Velours, Frans Pourbus (młodszy), Willem van Bemmel.
Hrabia Plater konsekwentnie odmawiał przekazania już otrzymanych obiektów do nowego właściciela kolekcji, tzn. Muzeum Narodowego w Krakowie. Pisał m.in.: Niepodobna więc mi dzisiaj przypuścić, aby dary ofiarowane Muzeum narodowemu w Rapperswylu mogły być później powtórnie ofiarowane Muzeum krakowskiemu. Konstanty Schmidt-Ciążyński argumentował natomiast, że w swojej korespondencji z Platerem wyrażał jedynie zamiar przekazania przedmiotów a zawarcie transakcji uzależniał od spełnienia podanych przez siebie warunków, które jednak nie zostały wyraźnie przyjęte ani tym bardziej spełnione. Plater dopiero w liście z 5 czerwca 1884 zaakceptował wspomniane warunki. Jednocześnie podtrzymał swoją decyzję o odmowie zwrotu darów. W tej sytuacji Rada Miasta 30 grudnia 1886 postanowiła wytoczyć Platerowi proces o wydanie dzieł sztuki znajdujących się w Rapperswylu, a odstąpionych na własność Muzeum przez Konstantego Schmidta-Ciążyńskiego.

## Śmierć
Konstanty Schmidt-Ciążyński zmarł w wieku niespełna 71 lat 5 stycznia 1889 w Gorycji, gdzie mieszkał przy Via Santa Chiara 6. Przyczyną śmierci było zatrzymanie krążenia. Pochowany został 7 stycznia na miejscowym cmentarzu.
Zmarły nie miał bliskiej rodziny ani nie sporządził testamentu. Pozostawił cenne zbiory gliptyczne podobne do przekazanych już do Krakowa. Pod koniec 1889 roku odnalazła się dalsza rodzina Schmidta-Ciążyńskiego, posiadająca prawa do spadku. Zarząd Muzeum Narodowego w Krakowie uzyskał zgodę spadkobierców, by gemmy te były wystawiane w Krakowie.

## Dalsze losy kolekcji gemm
Na przełomie lat 1901 i 1902, w wyniku reorganizacji siedziby Muzeum Narodowego w Sukiennicach, odnowiono Langierówkę, w której oprócz akwarel, studiów olejnych, rycin i miniatur wystawiono gemmy ze zbioru Schmidta-Ciążyńskiego. Początkowo pokazano 141 obiektów lecz planowano w niedługim czasie pokazać pozostałe. W kolejnych latach, po dalszych reorganizacjach wymuszonych przez stale powiększające się zbiory Muzeum, przedmioty z kolekcji wystawiano w Muzeum im. Emeryka Hutten-Czapskiego w Krakowie (stanowiącym Oddział II Muzeum Narodowego) a dokładniej na piętrze pałacyku, w którym mieściło się dawniej prywatne mieszkanie założyciela.
W tym czasie, tj. gdy kolekcja Schmidta-Ciążyńskiego przechowywana była w Dziale Numizmatyki, z gemm usunięto oznaczenia i numery odpowiadające liście sporządzonej w 1886 roku. Przy ponownych inwentaryzacjach katalogowano je wspólnie z przedmiotami z innych kolekcji gliptyki np. Emeryka Hutten-Czapskiego (przekazanej do Muzeum w 1903 roku) i Leona Kostki. Z tego powodu niektóre obiekty z kolekcji Schmidta-Ciążyńskiego jest obecnie trudno zidentyfikować. W takiej postaci zbiór gliptyczny po oddzieleniu od obiektów numizmatycznych został w latach 50. dwudziestego wieku przekazany do Działu Rzemiosła Artystycznego i Kultury Materialnej Muzeum Narodowego w Krakowie, gdzie jest obecnie przechowywany w magazynach. W zbiorach tego Działu znajdują się także nieliczne dokumenty związane z kolekcją i działalnością Konstantego Schmidta-Ciążyńskiego, np. wykazy dostawców i obiektów, korespondencja z muzeami i z hrabią Platerem itp..

## Naukowe opracowania kolekcji
Od tego czasu kolekcja zawierająca liczne i różnorodne – zarówno jeśli chodzi o okresy historyczne, z których pochodzą, jak i afiliacje kulturowe – obiekty nie została całościowo poddana staranniejszym studiom. Tylko niektóre kategorie obiektów zostały wstępnie zbadane:
- powstała w roku 1989, przywoływana tu praca prof. Joachima Śliwy świadczy o niezwykłej wartości naukowej opisywanej kolekcji, praca zawiera 103 strony tekstu z dokładnymi opisami 155 obiektów oraz 27 tablic z ich fotografiami, w Rozdziale 2 znajdują się opisy 50 egipskich skarabeuszy, skaraboidów i płytek, a w Rozdziale 3 opisy 105 tzw. gemm magicznych;
- praca dr Barbary Kaim z Uniwersytetu Warszawskiego z tego samego czasu opisuje wykonane badania naukowe innej kategorii obiektów z kolekcji Konstantego Schmidta-Ciążyńskiego, tj. pieczęci z regionu Mezopotamii i Iranu, w tej kategorii mieszczą się 104 obiekty: 24 mezopotamskie pieczęcie cylindryczne, 7 pieczęci nowobabilońskich i 73 pieczęcie sasanidzkie[67];
- w roku 2011 mgr inż. Krzysztof Ziomko (absolwent Akademii Górniczo-Hutniczej w Krakowie) w pracy dyplomowej opisał tłoki pieczętne i pieczęcie stemplowe z Mezopotamii, Iranu, Iraku oraz z państwa nowobabilońskiego i państwa sasanidzkiego. W pracy tej oprócz szczegółowego katalogu wyżej wymienionych obiektów znalazły się również wyniki badań naukowych (rentgenografia, mikroskopia elektronowa, badania optyczne) kilku spośród nich.